# Atena Promahos
Atena Promahos (Ἀθηνᾶ Πρόμαχος, "tista, ki vodi v boj") je bil ogromen bronast kip Atene, ki ga je izdelal Fidija in je stal med Propilejami  in Partenonom na Akropoli v Atenah. Atena je bila boginja modrosti, bojevnikov in zaščitnica Aten. Fidija je izdelal tudi dva druga kipa Atene na Akropoli, ogromno kultno podobo Atene Partenos iz zlata in slonovine (krizelefantinska tehnika) v Partenonu in Lemnijsko Ateno. Oznaka Atena Promahos ni bila potrjena pred posvetilnim napisom iz zgodnjega 4. stoletja:  Pavzanias (1.28.2) omenja »veliko bronasto Ateno« na Akropoli.

## Zgodovina
Atena Promahos je bila eno Fidijevih prvih del: narejena je bila približno 456 pred našim štetjem iz perzijskega plena iz bitke pri Maratonu, ki so jo dobili nekaj let prej. Deli baze iz marmorja so ostali; po ohranjenem napisu je bil visok približno 9 m.  Atena je stala s svojim ščitom, ki je počival pokonci na nogi, in s sulico v desni roki. Kip je bil tako velik, da je bilo mogoče videti konico sulice in čop na čeladi z morja pri rtu Sounion.
Ohranjeni opisi kipa zajemajo devet let, vendar datumi niso prepoznavni, saj manjkajo uradna imena (Stewart; Lundgreen 1997: 191). Kip je morda proslavil poraz Kimona nad Perzijci v Evrimedonu leta 467 pr. n. št. ali Kaliasov mir iz okoli 450/49 (Walsh 1981).
Videz Atene Promahos je mogoče zagotovo določiti le na nekaj atiških kovancih, skovanih v rimskih časih, v 1. in 2. stoletju n. št., ki zagotavljajo namig za prepoznavo različice v ohranjenih kipih z različnim zaupanjem. Ti kažejo, da je imela s pasom prevezano oblačilo in stegovala naprej svojo desno roko, na kateri je viden krilati predmet. Kopje je naslonjeno na eno ramo in njen ščit, za katerega vemo, da so ga naredili posebej različni umetniki, in počiva na tleh. Včasih je naveden podstavek. Njena čopasta čelada je včasih atiška, včasih korintska. 
Atena Promahos je stala  s pogledom na svoje mesto približno 1000 let, dokler je niso, kmalu po letu 465,  prepeljali v Konstantinopel (glavno mesto vzhodnorimskega cesarstva) kot trofejo v forum, ki je bil zadnji branik in varno zatočišče za mnoge ohranjene grške bronaste kipe pod zaščito cesarskega dvora.
Ateno Promahos je leta 1203 dokončno uničila vraževerna drhal, ki je mislila, da maha križarjem, ki so oblegali mesto. (Jenkins, 1947)
Menijo, da sta ohranjena dva modela, Atena Elginska, majhen bronasti kipec v Metropolitanu,  ki ima sovo na iztegnjeni roki (kot pri nekaterih vrstah kovancev), in torzo Atena Medici, ki je v Louvru,  po kateri je več replik.